# Ваккари, Илтон
И́лтон Селестино Ваккари (порт.-браз. Ílton Celestino Vaccari; 25 октября 1934, Рио-де-Жанейро — 24 июля 2019, Марика, Рио-де-Жанейро), также известный как И́лтон Порко (порт.-браз. Ílton Porco) — бразильский футболист, полузащитник.

## Карьера
Илтон Ваккари родился в семье Аугусто Селестино Ваккари и Марии де Оливейры. Он с ранних лет начал работать, трудясь в кондитерской в районе Сенадор Камара. Одновременно Илтон играл в местной любительской команде в футбол. В 1951 году Тиан Перейра, его близкий друг, решил пройти просмотр в клубе «Бангу». Он уговорил Ваккари пойти с ним, в результате чего тот стал игроком молодёжного состава этой команды. В 1952 и 1953 годах Илтон выиграл с «Бангу» два подряд титула чемпиона молодёжного первенства Рио-де-Жанейро. 31 марта 1954 года он дебютировал в основном составе команды в матче венским с «Рапидом» (2:4). 19 апреля того же года Ваккари забил первый мяч за клуб, поразив ворота «Шальке 04». 15 августа он сыграл первый матч в турнире Начала чемпионата Рио-де-Жанейро, а 22 августа в чемпионате штата. В следующем году футболист помог команде одержать победу в турнире Начала чемпионата. 1 октября 1955 года Илтон забил первые три года в чемпионате Рио-де-Жанейро в матче с «Ботафого» (3:4), а всего забил в сезоне 12 голов в 12 матчах, став лучшим бомбардиром команды. Это же достижение он повторил годом позже, забив 17 голов в 29 встречах. 28 сентября 1957 года Илтон провёл последний матч за «Бангу» против «Америки» (1:1). Всего за клуб Ваккари сыграл 51 матч и забил 34 гола. В этом же клубе появилось прозвище Илтона — «Поросёнок», за то, что однажды сильно потолстел, а тогда же была очень популярна реклама фирмы «Casas da Banha», чьим логотипом был смеющийся свин.
В начале 1958 года Илтон заключил устную договорённость с директором «Америки». Тогда же на него вышли представители «Флуминенсе» и «Фламенго», однако футболист, верный своему слову, подписал договор с «Америкой». Однако период в этой команде был неудачным: футболиста преследовали травмы. В 1959 году он заявил: «Признаюсь, я не счастлив в „Америке“. Если не считать проблем с постоянными травмами, я чувствую, что не смог сюда вписаться, даже несмотря на всю помощь моих сокомандников». В 1960 году «Бангу» провёл переговоры с «Америкой» по поводу возвращения Ваккари, однако они закончились неудачей. В том же году он перешёл в «Гуарани». Там он играл на протяжении пяти лет. 18 ноября 1964 года футболист участвовал в победе со счётом 5:1 над «Сантосом», в которой Ваккари был тем игроком, кто смог нейтрализовать Пеле. Завершил карьеру Илтон в конце 1955 года. Завершив игровую карьеру, Ваккари занялся бизнесом. Ещё будучи 25-летним футболистом, он вложил деньги в покупку земельного надела. Он владел компанией, владеющий комплексами для плавания. Илтон умер в 2019 году от инсульта.

## Международная статистика
| Матчи Илтона Ваккари за сборную Бразилии | Матчи Илтона Ваккари за сборную Бразилии | Матчи Илтона Ваккари за сборную Бразилии | Матчи Илтона Ваккари за сборную Бразилии | Матчи Илтона Ваккари за сборную Бразилии | Матчи Илтона Ваккари за сборную Бразилии | Матчи Илтона Ваккари за сборную Бразилии |
| ---------------------------------------- | ---------------------------------------- | ---------------------------------------- | ---------------------------------------- | ---------------------------------------- | ---------------------------------------- | ---------------------------------------- |
| №                                        | Дата                                     | Место проведения                         | Оппонент                                 | Счёт                                     | Голы                                     | Турнир                                   |
| 1                                        | 17 июня 1956                             | Асунсьон                                 | Парагвай                                 | 5:2                                      | 1                                        | Кубок Освалдо Круза                      |
| 2                                        | 24 июня 1956                             | Рио-де-Жанейро                           | Уругвай                                  | 2:0                                      | —                                        | Кубок Атлантики                          |
| 3                                        | 5 августа 1956                           | Рио-де-Жанейро                           | Чехословакия                             | 0:1                                      | —                                        | Товарищеский матч                        |
| 4                                        | 3 марта 1963                             | Асунсьон                                 | Парагвай                                 | 2:2                                      | —                                        | Товарищеский матч                        |
| 5                                        | 10 марта 1963                            | Кочабамба                                | Перу                                     | 1:0                                      | —                                        | Чемпионат Южной Америки                  |
| 6                                        | 14 марта 1963                            | Ла-Пас                                   | Колумбия                                 | 5:1                                      | —                                        | Чемпионат Южной Америки                  |
| 7                                        | 17 марта 1963                            | Ла-Пас                                   | Парагвай                                 | 0:2                                      | —                                        | Чемпионат Южной Америки                  |
| 8                                        | 24 марта 1963                            | Ла-Пас                                   | Аргентина                                | 0:3                                      | —                                        | Чемпионат Южной Америки                  |
| 9                                        | 27 марта 1963                            | Кочабамба                                | Эквадор                                  | 2:2                                      | —                                        | Чемпионат Южной Америки                  |
| 10                                       | 31 марта 1963                            | Кочабамба                                | Боливия                                  | 4:5                                      | —                                        | Чемпионат Южной Америки                  |

## Достижения
- Чемпион штата Рио-де-Жанейро (до 21 года): 1952, 1953
- Победитель турнира Начала чемпионата Рио-де-Жанейро: 1955
- Обладатель Кубка Освалдо Круза: 1956
- Обладатель Кубка Атлантики: 1956

## Личная жизнь
Ваккари был женат. У него было четверо детей. Один из его сыновей, Марсело Ваккари, являлся тренером сборной Бразилии по плаванию. 